# Hippoglossus hippoglossus
Cambula uriașă (Hippoglossus hippoglossus), cunoscută și sub numele de limbă-de-cal, calcan-sfânt și halibut este o specie de pești osoși răspândită în Atlanticul de Nord.
Este cel mai mare pește din ordinul pleuronectiformilor (calcanilor), putând să atingă lungimea de 4,7 m și greutatea de 320 kg. Forma corpului este plată, ochii aflându-se pe partea dreaptă, de culoare maronie-întunecată sau măslinie. Partea de jos este albă.
Este un pește bentonic, viețuind la adâncimi dintre 50 și 2000 m. Poate trăi până la 50 ani, masculii ajungând la maturitate sexuală la 7-8 ani, femelele doar la 10-11 ani. Se hrănește cu alți pești și cu nevertebrate. La rândul său este mâncat de către pinipede și reprezintă hrana de bază a rechinului boreal.
Din cauza pescuitului excesiv populația sa s-a redus considerabil. Uniunea Internațională pentru Conservarea Naturii și Resurselor Naturale (IUCN) a clasificat cambula uriașă drept o specie pe cale de dispariție.Datorită popularității sale pe plan gastronomic este crescută artificial în Norvegia, Islanda, Regatul Unit, Canada și Chile.